# Adolf Matthias Hildebrandt

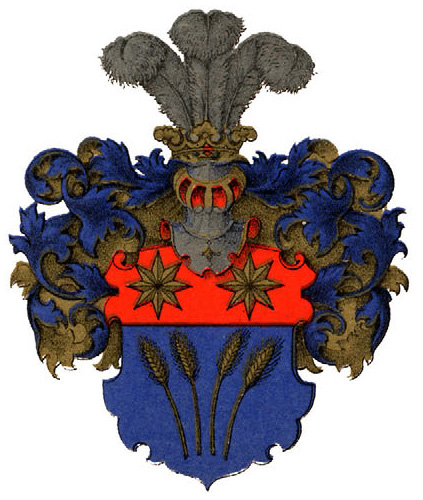
Armoiries de la famille von Arnold, par Adolf Matthias Hildebrandt (1882), avec le caractéristique "heaume à la Hildebrandt".

Adolf Matthias Hildebrandt (16 juin 1844 à Mieste, Altmark (province de Saxe) - 30 mars 1918 à Berlin (Royaume de Prusse)) est un généalogiste, héraldiste et éditeur de revues, de nationalité saxonne.
Il composa de nombreux ex-libris et travailla principalement pour le grand éditeur Carl Langenscheidt (1870–1952).

## Biographie
Il est le fondateur de la revue Exlibris et fut à partir de 1860 le rédacteur en chef du périodique Deutscher Herold et collabora à d'autres publications concernant le domaine de l'héraldique.
Il était un peintre héraldiste au talent personnel, et son style d'inspiration gothique se caractérisait par l'emploi de motifs floraux, et par l'usage répétitif d'un même type de heaume romantique qui de ce fait a reçu chez les héraldistes le nom de heaume à la Hildebrandt (Hildebrandthelm).